# Carl Wijnbladh

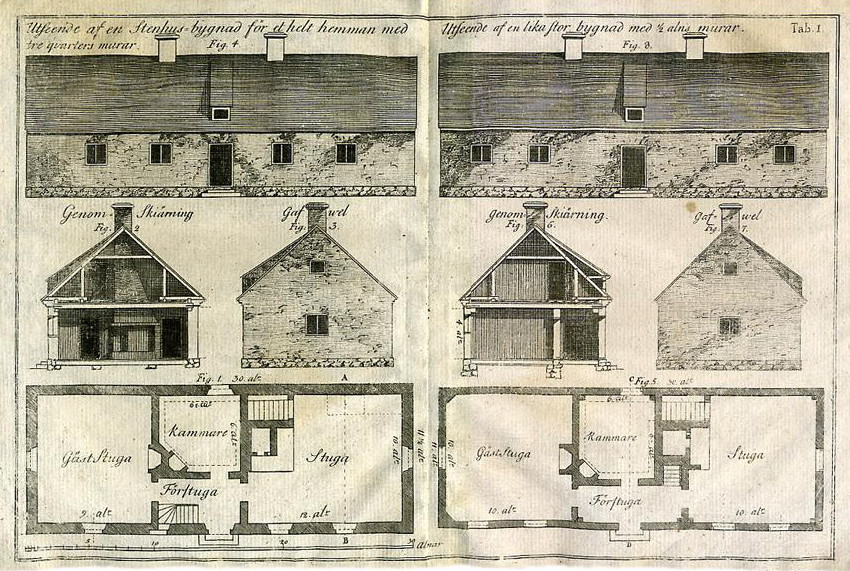
Ur Carl Wijnbladh: Beskrifning huru Allmogens Byggnader gå af sten, som träd måge med största besparing uppföras, enligt bifogade Projekt-Ritningar... (1765).

Carl Wijnbladh, född 30 april 1705 på Risberga gård i Östuna socken i Uppland, död 6 mars 1768 på Kvalsta i samma socken, var en svensk militär och författare inom arkitektoniska och ekonomiska ämnen.

## Biografi

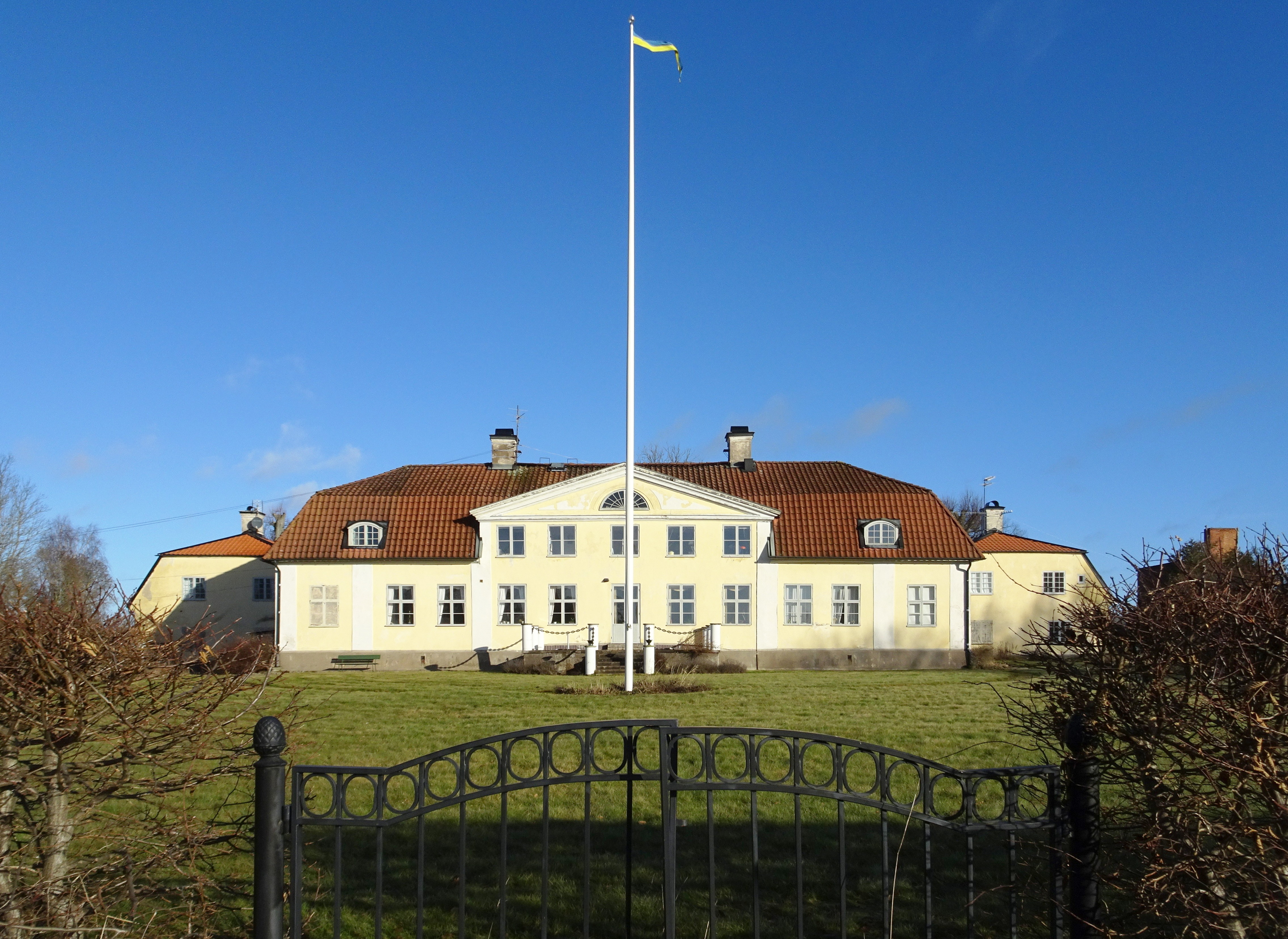
Stjärnhovs säteri i Södermanland ritades 1760 av Carl Wijnbladh.

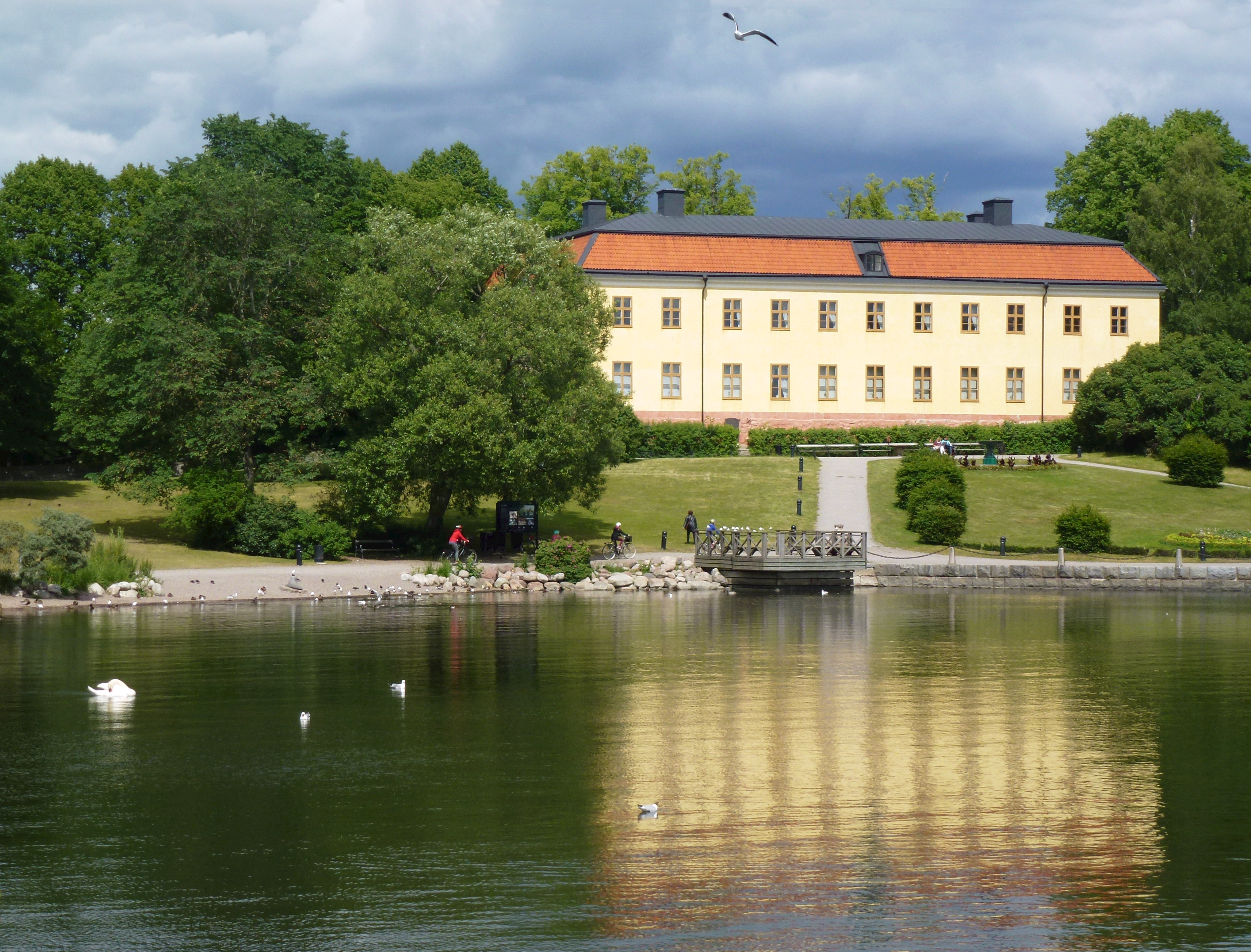
Mycket tyder på att Edsbergs slott ritades av Carl Wijnbladh.

Carl Wijnbladh var son till överstelöjtnant Olof Wijnbladh till Risberga och Kvalsta och dennes hustru Christina Clo. Wijnbladh, som blev kapten vid fortifikationen, producerade en lång rad mönsterritningar för herrgårdar och uppgjorde generalplaner för gårdarnas närmaste omgivningar. Därmed fick han ett väsentligt inflytande över det sena 1700-talets herrgårdsbyggande i mellersta Sverige. Wijnbladh stod även som arkitekt bakom byggnaden som idag inrymmer Mora stenar, belägen strax sydost om Uppsala längs den gamla riksvägen mellan Uppsala och Rimbo/Norrtälje. 
I ritningarna synes huvudvikten vara lagd på inredningen och grupperingen. Fasadbildningen däremot är enformig, med oftast rusticerade bottenvåningar, frontespiser och mansardtak. Han sluter sig i det hela till den på italiensk-franska senrenässansmönster grundade riktning, som Carl Hårleman och Carl Fredrik Adelcrantz följde.
Edsbergs slott i dagens Sollentuna kommun uppfördes 1760 på uppdrag av Thure Gustaf Rudbeck. Huset byggdes i en förenklad fransk rokokostil med två våningar, putsad fasad, valmat mansardtak och med fasta flyglar. De bevarade originalritningarna är osignerade, men mycket tyder på att Carl Wijnbladh var ansvarig arkitekt.
Wijnbladhs verksamhet vann stort erkännande även från det offentligas sida, och han hade stor betydelse, direkt och indirekt, för privatbyggnadskonsten på den svenska landsbygden och de mindre städerna. Han framlade resultaten av sin praktiska erfarenhet och sina teoretiska studier av Giacomo Barozzi da Vignola, Andrea Palladio m.fl. i en följd av skrifter, rikt illustrerade med kopparstick av bland andra Jakob Gillberg. Hans övriga skrifter ger ett sammandrag av byggnadsläran med redogörelse för kolonnordningarna, för arkitektoniska, termer och konstruktioner.

### Familj
Wijnbladh var gift med Sophia Lovisa Ferber, dotter till apotekaren i Karlskrona, assessor Johan Eberhard Ferber och Hedvig Henriksdotter Westheusen. Paret fick 14 barn, av vilka äldsta dotter Christina Elisabeth Wijnbladh var gift med jägmästaren Johan Gumaelius och Brita Hedvig Wijnbladh var gift med domprosten Andreas Knös. Bland sönerna märks Johan och Adolf Fredrik Wijnbladh som båda var officerare inom fortifikationen. Den senare var engagerad jordbrukare och byggherre för Stora Frösunda gård i Solna.